# Lisac (planina)
Lisac je planina u opštini Zenica.
Nalazi se na sjeveru Zeničke kotline. Najviši vrh je Liskovača na 1348 metara nadmorske visine. Dugo se smatralo da je vrh Jelina (1311 m) najviši vrh.
Dolina rijeke Bosne koja teče istočno odvaja Lisac od planine Vepar. U narodnoj predaji te dvije planine su nekada bile jedna planina sve dok se braća blizanci, koji su dotad živjeli u slozi, nisu teško posvađali i svađa je okončala smrću obojice. Planina se od žalosti razdvojila na dva dijela između kojih je potekla rijeka od suza. U predaji je grob jednog brata na planini Liscu, a drugog na planini Vepru. Prema predaji zavađena će braća oživjeti i pomiriti se. Kad se pomire, Vepar i Lisac opet će biti jedna planina, a čim se to dogodi jezerske vode poteći će uzvodno i „vratiće se potop”.
Planinarski dom na Liscu je PD Lisac smješten na 1012 m n.v.

## Spoljašnje veze
- Zenica - stare slike i pričice: Zenica - Lisac na sajtu